# جوليو دانتاس
جوليو دانتاس (بالبرتغالية: Júlio Dantas‏) هو كاتب وصحفي وشاعر برتغالي، ولد في 19 مايو 1876 في لاغوس في البرتغال، وتوفي في 25 مايو 1962 في لشبونة في البرتغال.

## وصلات خارجية
- جوليو دانتاس على موقع IMDb (الإنجليزية)
- جوليو دانتاس على موقع ميوزك برينز (الإنجليزية)
- جوليو دانتاس على موقع ديسكوغز (الإنجليزية)
- جوليو دانتاس على موقع قاعدة بيانات الفيلم (الإنجليزية)